# سرپرست (مدیر موقت)
سرپرست به کسی گفته می‌شود که در یکی از شرایط زیر، در یک سمت یا جایگاه قرار می‌گیرد:
- فرد به‌طور موقت و برای ادامه کار نهاد، وظایف را بر عهده گرفته و اختیارات کامل ریاست را ندارد
- سمت مورد نظر هنوز به‌طور رسمی ایجاد نشده‌است
- فرد هنوز حکم رسمی ندارد

به عنوان مثال در ایران، در صورت برکناری وزیر یا در صورتی که وزیر مورد نظر رئیس‌جمهور، از مجلس شورای اسلامی، رأی اعتماد نگیرد، برای وزارتخانه از سوی رئیس‌جمهور، سرپرست تعیین می‌شود و رئیس‌جمهور سه ماه فرصت دارد تا وزیر پیشنهادی بعدی را به مجلس معرفی کند.